# John Adams Jackson

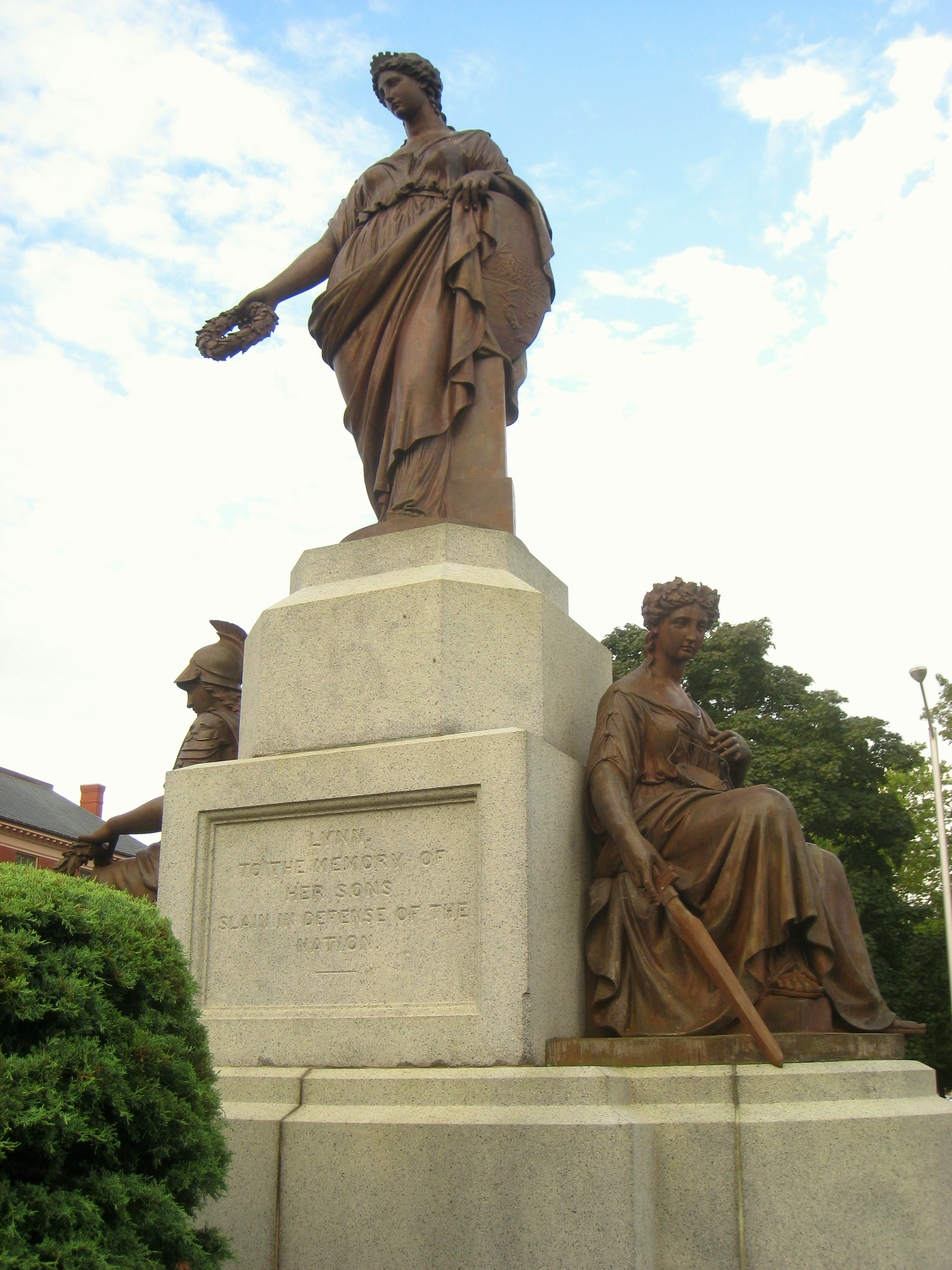
Krigarmonumentet i Lynn, Massachusetts.

John Adams Jackson, född den 9 oktober 1825 i Bath, Maine, död den 30 augusti 1879 i Pracchia, Toskana, var en amerikansk bildhuggare. 
Jackson studerade i Boston, Paris och Florens samt återvände 1858 till Amerika. Där arbetade han med porträtt- och idealbilder; men då han 1860 fick i uppdrag att utföra en stod av nordpolsfararen Kane, flyttade han till Florens, för att hugga den i marmor, och bosatte sig där för den följande tiden. Av Jacksons där utförda verk märks Eva vid Abels lik (1862), många byster och medaljonger, bland vilka Morgonen är mest berömd, och, efter ett besök i New York 1867, ett krigarmonument i Lynn, Massachusetts, Herdegosse i Abruzzerna med sin get med flera.